# Lagarto-de-gola
O Chlamydosaurus kingii, popularmente conhecido como lagarto-de-gola ou lagarto-dragão-australiano, é uma famosa espécie de lagarto da família Agamidae que habita os desertos da Austrália. É a única espécie do gênero Chlamydosaurus.

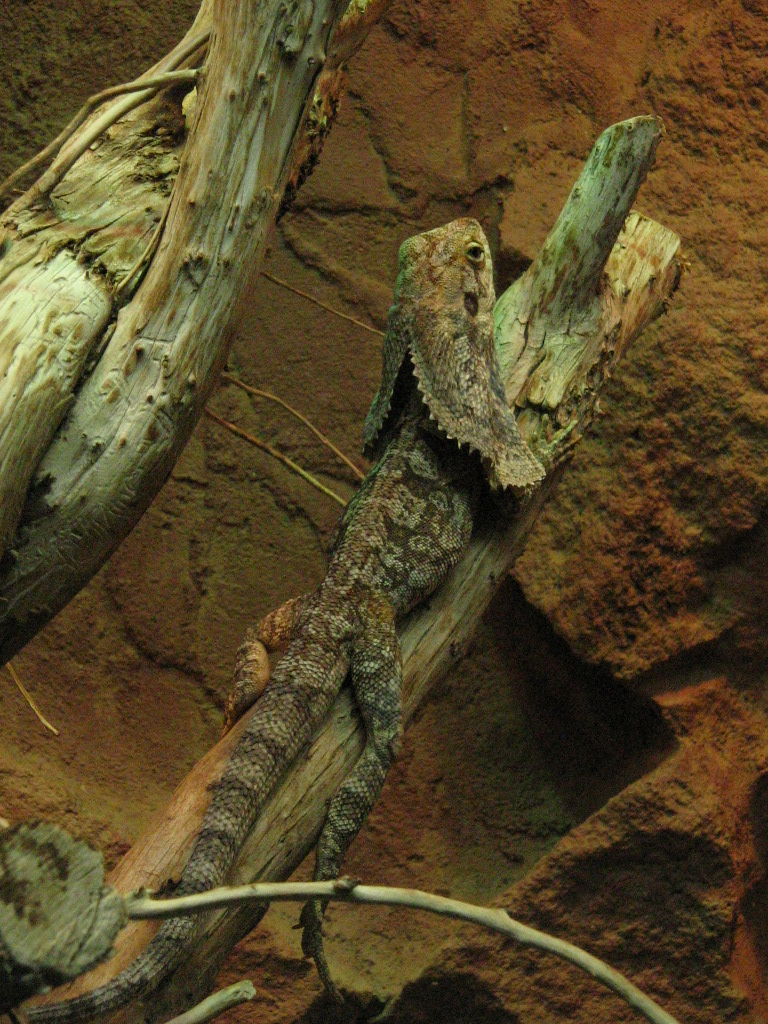

Esta espécie é famosa pela sua extensão de pele suportada por estruturas de cartilagem saindo da parte de trás da cabeça, que o lagarto pode abrir para parecer maior e assustar os seus predadores. Há quem defenda que a estrutura também ajuda o lagarto a regular a temperatura de seu corpo.
Apesar de quadrúpedes, estes lagartos podem correr sobre duas patas. Vivem nos desertos e pradarias, mas também podem ser encontrados em algumas florestas. Alimenta-se de artrópodes (insetos, aracnídeos...) e pequenos vertebrados.